# Метт Гарпрінг
Меттью Джозеф Гарпрінг (англ. Matthew Joseph Harpring, нар. 31 травня 1976, Цинциннаті, Огайо, США) — американський професіональний баскетболіст, що грав на позиції легкого форварда за декілька команд НБА. Згодом — коментатор матчів «Юти».

## Ігрова кар'єра
На університетському рівні грав за команду Джорджия Тек (1994–1998). Включався до другої символічної збірної NCAA.
1998 року був обраний у першому раунді драфту НБА під загальним 15-м номером командою «Орландо Меджик». Професійну кар'єру розпочав 1998 року виступами за тих же «Орландо Меджик», захищав кольори команди з Орландо протягом наступних 2 сезонів. За підсумками свого дебютного сезону був включений до першої збірної новачків НБА.
З 2000 по 2001 рік грав у складі «Клівленд Кавальєрс», куди був обміняний на Ендрю Деклерка. 16 березня в матчі проти «Шарлотт» встановив свій особистий рекорд результативності, набравши 28 очок.
2001 року разом з Седріком Гендерсоном та Робертом Трейлором перейшов до «Філадельфія Севенті-Сіксерс» в обмін на Тайрона Гілла та Джумейна Джонса. У складі команди з Філадельфії провів наступний сезон своєї кар'єри.
Останньою ж командою в кар'єрі гравця стала «Юта Джаз», до складу якої він приєднався 2002 року і за яку відіграв 7 сезонів. В Юті провів найкращі роки своєї кар'єри, граючи в одній команді з такими зірками як Карл Мелоун та Джон Стоктон. 26 листопада 2002 року оновив свій рекорд результативності, набравши 30 очок в матчі проти «Лос-Анджелес Кліпперс». Через три дні вже набрав 33 очки в матчі проти «Міннесоти». Того сезону зайняв друге місце в голосуванні за найбільш прогресуючого гравця року, поступившись лише Гілберту Арінасу.
Перед початком сезону 2003-2004 Стоктон оголосив про завершення кар'єри, а Мелоун перейшов до складу «Лос-Анджелес Лейкерс», тому головний тренер Джеррі Слоун призначив Гарпрінга капітаном команди. Проте в сезоні він зіграв лише 31 матч, вилетівши до кінця сезону через травму. Повернувшись на паркет, опинився поза основним складом, одночасно зі злетом до рівня Матчу всіх зірок Андрія Кириленка.
2009 року після постійних травм, завершив кар'єру, ставши коментатором матчів «Юти».

## Статистика виступів в НБА

### Регулярний сезон
| Сезон             | Команда                       | GP  | GS  | MPG  | FG%  | 3P%   | FT%  | RPG | APG | SPG | BPG | PPG  |
| ----------------- | ----------------------------- | --- | --- | ---- | ---- | ----- | ---- | --- | --- | --- | --- | ---- |
| 1998–99           | «Орландо Меджик»              | 50  | 22  | 22.3 | .463 | .400  | .713 | 4.3 | .9  | .6  | .1  | 8.2  |
| 1999–00           | «Орландо Меджик»              | 4   | 0   | 15.8 | .235 | 1.000 | .857 | 3.0 | 2.0 | 1.3 | .3  | 4.0  |
| 2000–01           | «Клівленд Кавальєрс»          | 56  | 55  | 28.8 | .454 | .250  | .812 | 4.3 | 1.8 | .8  | .3  | 11.1 |
| 2001–02           | «Філадельфія Севенті-Сіксерс» | 81  | 81  | 31.4 | .461 | .304  | .743 | 7.1 | 1.3 | .9  | .1  | 11.8 |
| 2002–03           | «Юта Джаз»                    | 78  | 69  | 32.8 | .511 | .413  | .792 | 6.6 | 1.7 | .9  | .2  | 17.6 |
| 2003–04           | «Юта Джаз»                    | 31  | 31  | 36.6 | .471 | .242  | .688 | 8.0 | 2.0 | .7  | .1  | 16.2 |
| 2004–05           | «Юта Джаз»                    | 78  | 55  | 33.1 | .489 | .209  | .778 | 6.2 | 1.8 | .9  | .2  | 14.0 |
| 2005–06           | «Юта Джаз»                    | 71  | 32  | 27.4 | .475 | .359  | .725 | 5.2 | 1.4 | .8  | .2  | 12.5 |
| 2006–07           | «Юта Джаз»                    | 77  | 2   | 25.5 | .491 | .333  | .767 | 4.6 | 1.3 | .7  | .1  | 11.6 |
| 2007–08           | «Юта Джаз»                    | 76  | 0   | 18.1 | .500 | .200  | .712 | 3.2 | 1.1 | .6  | .2  | 8.2  |
| 2008–09           | «Юта Джаз»                    | 63  | 2   | 11.0 | .461 | .000  | .764 | 2.0 | .4  | .5  | .1  | 4.4  |
| Усього за кар'єру | Усього за кар'єру             | 665 | 349 | 26.4 | .481 | .333  | .753 | 5.1 | 1.4 | .7  | .2  | 11.5 |

### Плей-оф
| Сезон             | Команда                       | GP | GS | MPG  | FG%  | 3P%  | FT%   | RPG | APG | SPG | BPG | PPG  |
| ----------------- | ----------------------------- | -- | -- | ---- | ---- | ---- | ----- | --- | --- | --- | --- | ---- |
| 1999              | «Орландо Меджик»              | 4  | 0  | 20.5 | .462 | .200 | .727  | 5.0 | 1.8 | .3  | .0  | 8.3  |
| 2002              | «Філадельфія Севенті-Сіксерс» | 5  | 5  | 23.8 | .500 | .000 | .778  | 5.2 | 1.4 | 1.0 | .0  | 10.2 |
| 2003              | «Юта Джаз»                    | 5  | 5  | 31.2 | .484 | .143 | .813  | 5.4 | 1.0 | 1.0 | .2  | 14.8 |
| 2007              | «Юта Джаз»                    | 17 | 0  | 25.5 | .456 | .000 | .723  | 4.8 | 1.4 | .4  | .2  | 9.3  |
| 2008              | «Юта Джаз»                    | 12 | 0  | 17.4 | .397 | .333 | .800  | 2.8 | .7  | .6  | .3  | 6.6  |
| 2009              | «Юта Джаз»                    | 5  | 0  | 9.8  | .500 | .000 | 1.000 | 1.8 | .8  | .4  | .2  | 4.8  |
| Усього за кар'єру | Усього за кар'єру             | 48 | 10 | 21.8 | .459 | .150 | .767  | 4.1 | 1.1 | .6  | .2  | 8.7  |